# Andoni Goikoetxea Olaskoaga
Andoni Goikoetxea Olaskoaga (Alonsotegi, Biscaia, 23 de maig de 1956) és un exfutbolista i entrenador de futbol basc.
Durant la seua carrera va actuar com a defensa central, conegut per la seua agressivitat (va rebre el malnom d'El Carnisser de Bilbao. Va militar sobretot a l'Athletic Club i va ser internacional per les seleccions d'Espanya i del País Basc.

## Trajectòria
Goikoetxea va iniciar la seua carrera com a juvenil a l'Arbuyo, abans de recalar a l'Athletic de Bilbao el 1974. Passa pel filial i a la campanya 75/76 debuta a la màxima categoria, amb 27 partits i 4 gols. Però, tot just apareix en el període 76/79.
En la dècada dels 80, amb Dani Ruiz, Manu Sarabia, Txetxu Gallego o Andoni Zubizarreta, esdevé en un dels símbols de l'Athletic comandat per Javier Clemente, que guanya dues lligues i una Copa del Rei.
El 24 de setembre de 1983, el defensa guanya notorietat per la seua dura entrada sobre Diego Maradona en el partit contra el FC Barcelona al Camp Nou, que va lesionar greument l'argentí. Dos anys abans també havia provocat una lesió a Bernd Schuster, a conseqüència de la qual l'alemany no va recuperar el nivell de joc de les temporades anteriors.
Militaria tres anys a l'Atlètic de Madrid abans de retirar-se. Amb l'equip basc hi va sumar 369 partits i 44 gols.
Posteriorment, continua vinculat al món del futbol com a entrenador. Va dirigir a la UD Salamanca (dues ocasions), SD Compostela, CD Numancia (dues ocasions), Racing de Santander i Rayo Vallecano. A la campanya 96/97, va aconseguir pujar amb el Salamanca a primera divisió. També va ser assistent de Javier Clemente amb la selecció espanyola durant el Mundial de 1994.

## Internacional
Goikoetxea va disputar 39 partits amb la selecció espanyola, tot debutant el 16 de febrer de 1983 davant els Països Baixos. Va participar en l'Eurocopa de 1984 i al Mundial de 1986, on va marcar davant Dinamarca.
En 1979 i 1988 va disputar segles partits amb la selecció basca.

## Títols
- Lliga espanyola: 82/83 i 83/84
- Copa del Rei: 1984
- Supercopa espanyola: 1984